# جون ماكي
جون ماكي (بالإنجليزية: John McKee)‏ هو شخصية أعمال أمريكي، ولد في 1821 في الإسكندرية في الولايات المتحدة، وتوفي في 6 أبريل 1902 في فيلادلفيا في الولايات المتحدة.